# Diecezja Tacuarembó
Diecezja Tacuarembó – diecezja rzymskokatolicka w Urugwaju. Siedziba mieści się w Tacuarembó w departamencie Tacuarembó. Obejmuje swoim  obszarem departamenty: Tacuarembó i Rivera.

## Historia
Diecezja Tacuarembó została erygowana 22 października 1960 roku jako sufragania archidiecezji Montevideo. Diecezja powstała poprzez wyłączenie z terytorium diecezji Florida.

## Biskupi Tacuarembó
- Carlos Parteli Keller (3 listopada 1960 - 26 lutego 1966)
- Miguel Balaguer (26 lutego 1966 - 28 stycznia 1983)
- Daniel Gil Zorrilla (28 stycznia 1983 - 8 marca 1989)
- Julio César Bonino Bonino (20 grudnia 1989 - 8 sierpnia 2017)
- Pedro Ignacio Wolcan Olano (od 19 czerwca 2018)